# Fair Isle (motif)
Pour les articles homonymes, voir Fair Isle (homonymie).

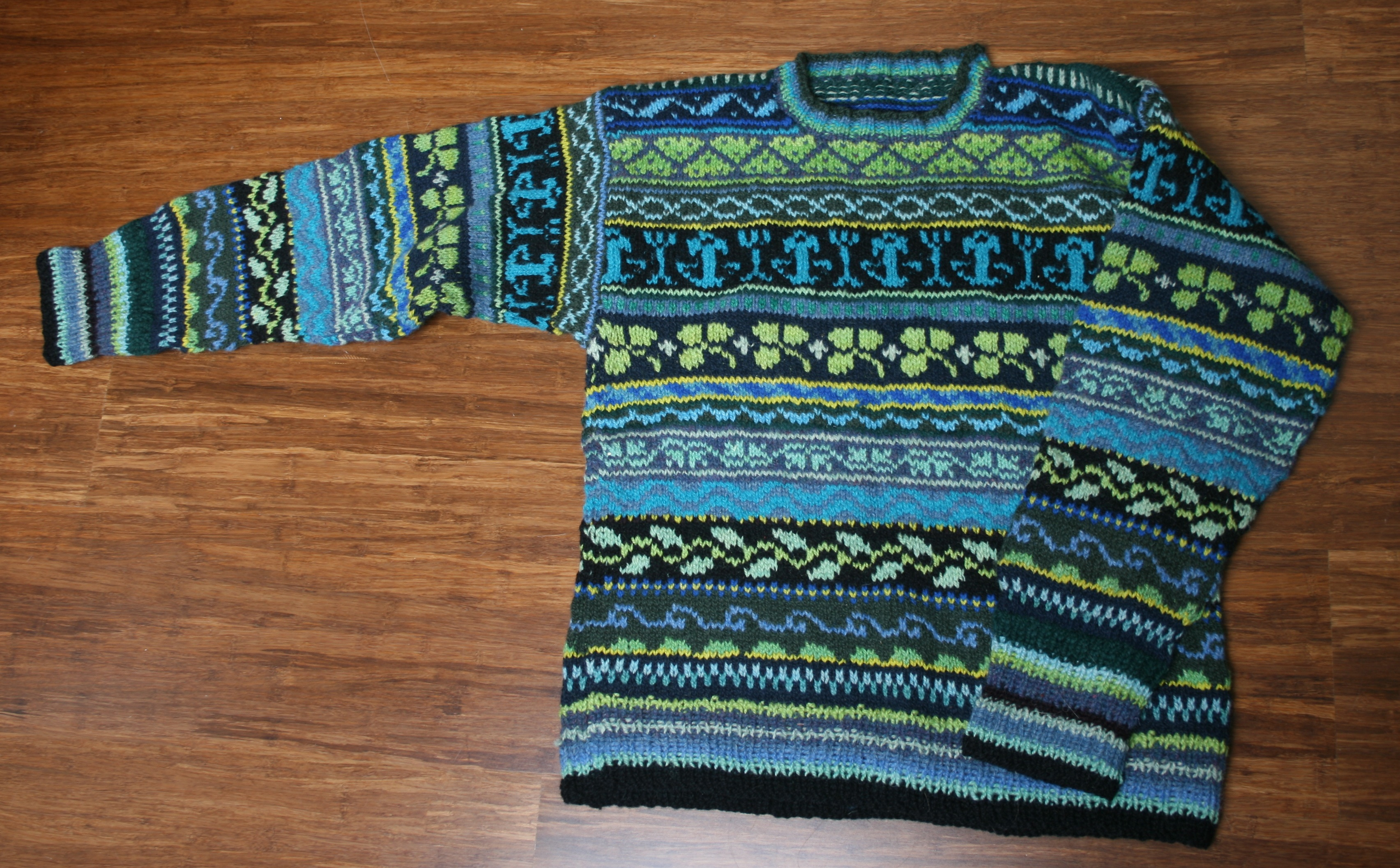
Un pull-over contemporain à motifs Fair Isle.

Le Fair Isle est un style de tricot jacquard utilisant de nombreuses couleurs. Il est dénommé d'après Fair Isle, une île isolée dans le nord de l'Écosse, dans l'archipel des Shetland, dont il est originaire. Les motifs Fair Isle ont acquis une popularité importante après que le prince de Galles Édouard VIII eut porté en public un gilet utilisant ce style en 1921. Traditionnellement, le tricot Fair Isle utilise une palette de cinq ou six couleurs, mais seulement deux couleurs différentes par rang. Les ouvrages sont travaillés en rond, et ne présentent pas de grandes zones unies. 
Le terme de « Fair Isle » est parfois utilisé pour désigner n'importe quel motif de tricot très coloré et avec de nombreuses couleurs alternées (comme le tricot norvégien), alors que certains le réservent aux seuls motifs traditionnel de l'archipel des Shetland.
D’autres techniques de tricot en couleur comprennent le jacquard, ou intarsia, et le travail en mailles glissées, ou tricot "mosaïque".

## Historique
Au début du XIXe siècle, les îles Shetland, situées sur les routes commerciales reliant les îles Féroé, l’Islande, et les autres pays scandinaves, commencent à importer des teintures chimiques, qui permettent aux habitants d’obtenir des couleurs plus vives qu’avec les pigments naturels végétaux qu’ils utilisaient auparavant.
Le climat humide, venteux et généralement rude des îles Shetland conduit les habitants à tricoter des vêtements à motifs multicolores, puisque les brins non-utilisés suivent sur l’envers du travail, constituant ainsi des pulls à deux épaisseurs, plus épais et plus chauds. De plus, les changements fréquents de coloris permettent d’utiliser de petites quantités de chaque couleur, et donc de tirer profit des restes de laine.
Le pull Fair Isle devient aussi un objet de mode, et apparaît lors de défilés de maisons de couture comme Louis Vuitton, Chanel ou Ralph Lauren.
À partir des années 1990, le terme Fair Isle est plus généralement appliqué aux ouvrages et modèles multicolores où le brin inactif suit sur l’envers du tricot, indépendamment de sa provenance de Fair Isle ou des îles Shetland.
En 2017, il ne reste que très peu d'artisans sur Fair Isle, qui produisent des pulls sur mesure,.

## Technique

### Mailles utilisées
Pour des modèles Fair Isle simples, à deux couleurs, seule la maille endroit est utilisée (traditionnellement, le travail est fait sur des aiguilles circulaires, ou des aiguilles à double-pointe, la maille envers n’est donc pas utile). À chaque maille travaillée, les deux couleurs de laine sont disponibles : l’un des brins est utilisé pour tricoter la maille, l’autre est laissé libre derrière l’ouvrage. Pour éviter des brins libres trop longs sur l’envers, la laine peut être prise de façon invisible dans le travail toutes les trois à cinq mailles.
Les brins libres suivant le travail sur l’envers de l’ouvrage constituent une deuxième épaisseur et permettent de garder la chaleur.
Les tricoteurs habitués des styles de tricot anglais et continental peuvent choisir de garder un fil d’une couleur dans la main gauche, et l’autre dans la main droite ; mais il est aussi possible d’utiliser deux doigts de la même main pour tenir les deux brins colorés, et de n’utiliser qu’un style de tricot.

### Motifs
Le plus simple des motifs Fair Isle consiste à utiliser des aiguilles circulaires ou à double-pointes pour monter un nombre quelconque de mailles. L’ouvrage est ensuite travaillé en rond, et les couleurs alternées à chaque maille. Si le nombre de mailles du rang est pair, on obtient un tube tricoté présentant des rayures verticales ; s’il est impair, on obtient des rayures diagonales ou un damier.
Les modèles traditionnels ne comprennent normalement pas plus de deux ou trois mailles consécutives de la même couleur, parce que le fil suivait sur l’envers de l’ouvrage, et qu’il faut éviter des fils libres trop longs, qui pourraient se prendre dans des boutons, des bijoux, ou d’autres éléments. Plus récemment, une variation dite « tramée » ou « tissée » (de l’anglais woven) est apparue, qui consiste à tenir le brin inutilisé d’une façon particulière lors du travail de chaque maille, de façon à le bloquer dans l’ouvrage tout en le gardant invisible depuis l’endroit. Cela permet une variété de motifs plus grande, avec des blocs de couleur unie plus importants.

### Construction des ouvrages
Les pulls traditionnels Fair Isle sont tricotés entièrement en rond. Au niveau des emmanchures, des mailles supplémentaires sont tricotées, ce sont des mailles steek (d’un mot écossais signifiant piquer, fermer). Au moment de tricoter les manches, ces mailles sont découpées (parfois après avoir été stabilisées par une ligne de points cousus ou un rang de tricot de chaque côté), et les mailles autour de l’ouverture sont relevées pour tricoter les manches en rond. La technique du steek est apparue dans les îles Shetland, mais est aussi utilisée en Islande.